# Carlo Cottarelli
Carlo Cottarelli (Cremona, 1954) és un economista italià.
Llicenciat en Ciències Econòmiques a la Universitat de Siena, va cursar posteriorment un màster en la London School of Economics. Ha treballat al Banc d'Itàlia (1981-1987) en la petroliera ENI (1987-1988), i, des de 1988, al Fondo Monetari Internacional. En 2013 es va convertir en comissari extraordinari per a la revisió de la despesa pública, durant el govern de Enrico Letta.
Al maig de 2018 el president de la República Sergio Mattarella li va encarregar la responsabilitat de formar govern, després de la renúncia de Giuseppe Conte a l'encàrrec.